# Sclerotinia sclerotiorum
Sclerotinia sclerotiorum es un hongo ascomiceto, fitopatógeno,  necrotrófico que causa un gran número de enfermedades en los cultivos, como también en plantas no cultivadas. Es uno de los causantes de enfermedad comúnmente denominada podredumbre blanca.

## Esclerotiniosis de la papa
Esta enfermedad, causada por Sclerotinia sclerotiorum, afecta la papa sobre todo en las zonas tropicales frías y en las zonas templadas. Puede causar daños importantes en la papa cuando el cultivo de rotación incluye hortalizas susceptibles - fríjol, lechuga, tomate, apio, coliflor y repollo. El tiempo frío y húmedo favorece la enfermedad.

### Síntomas
Las lesiones del tallo se producen al nivel del suelo o cerca de las
axilas foliares y son ligeramente hundidas, ovaladas o alargadas, extendiéndose
hacia arriba por el tallo. De aspecto húmedo al principio, las lesiones acuosas se
vuelven de color marrón, blancas en el centro, anilladas o localizadas. Los tallos
afectados llegan a estar cubiertos por una capa de micelio blanco.
La médula central se destruye y el vació se llena con un micelio blanco que
posteriormente se transforma en esclerócios duros negros, de 0.5 a 1.0 cm de
largo. Los ápices suelen marchitarse y el tallo se parte o se quiebra al nivel del
suelo.
Los tubérculos cercanos a la superficie del suelo se arrugan, se oscurecen
superficialmente y se tornan acuosos. Posteriormente, las cavidades se llenan con
un micelio blanco y esclerocios.
Cuando los esclerocios germinan, forman capas miceliales o pequeños apotecios
en forma truncada desde los cuales las esporas se transportan por el viento a
infectan las hojas y los tallos de muchos cultivos y malezas dicotiledóneas.

### Control
Los esclerocios son de vida larga pero pueden ser eliminados por
inundación durante unas cinco semanas. La rotación con cultivos no susceptibles,
incluyendo el cultivo de papa cae tercer año, junto con la remoción y destrucción
de las plantas infectadas, ayuda a reducir la incidencia de esta enfermedad. No se
debe permitir la sobre irrigación.